# Teen Angels: el adiós 3D
Teen Angels: el adiós 3D es una película-concierto argentina estrenada el 30 de mayo de 2013 en formato 3D, de género documental y musical, dirigida por Juan Manuel Jiménez, que muestra la despedida de la banda juvenil Teen Angels. La película está contada a modo de documental e intercalado con el show de despedida íntegramente remasterizado y llevado digitalmente a la tecnología 3D.

## Sinopsis
La película está dedicada al último show realizado por la banda Teen Angels en el Teatro Gran Rex de Buenos Aires, donde se han presentado en reiteradas oportunidades desde los inicios de la agrupación en 2007, provenientes de la telenovela juvenil Casi Ángeles. 
El grupo realizó alrededor de 200 funciones en el recinto, motivo por el cual se eligió dicho lugar como estudio para grabar tanto el espectáculo musical como otras escenas de los integrantes del grupo para la cinta. La banda ingresó a una serie de conciertos en el Gran Rex a partir de junio de 2012 con motivo de la despedida y separación de la misma. 
La misma registra y recopila sus canciones con comentarios de cada miembro de la banda, así como entrevistas a los integrantes en formato de documental, recordando anécdotas, reviviendo emociones y revelando infidencias de la despedida que asombró a miles de fanáticos. 

## Promoción y estreno
A finales de 2012, el canal peruano Yups Channel anunció e hizo la presentación oficial en los cines de Argentina y Perú de Teen Angels: El Adiós. La película mostraría un registro del último recital de la banda realizado en el Teatro Gran Rex de Buenos Aires.
A principios de 2013, se anunció a través de diversos medios argentinos el lanzamiento oficial de la película sobre la despedida de la banda, y posteriormente, se publicó el primer tráiler el 10 de febrero de 2013. Luego de la despedida, los integrantes de la banda regresaron al recinto del concierto para grabar una entrevista sobre todo lo visto en todas las giras realizadas por la banda durante los seis años de historia.  
Finalmente, la película se estrenó oficialmente el 30 de mayo de 2013 en un avant premiere realizado en los cines de Hoyts Abasto ubicado en el Abasto Shopping en Buenos Aires, al que asistieron fans, amigos, familiares, prensa y los integrantes de la banda, a excepción de Gastón Dalmau, quien se ausentó del evento por motivos de estudio en los Estados Unidos.
A nivel internacional, fue presentada en una única función para Perú.

## Recepción y recaudación

### Critica
La recepción de los medios críticos hacia Teen Angels: El Adiós fue mixta. La periodista Natalia Trzenko del Diario La Nación destacó que la película cumple con la tarea de encantar a sus fans, pero que no consigue mucho más que eso, sin generar interés en la critica en general. Por otro lado, Isabel Croce de La Prensa, destacó positivamente la cinta y la calificó como «buena», puntuando que «tiene formato tradicional, es visualmente atractiva y transmite mucha energía adolescente. Incluyendo todas las canciones de la banda y puede disfrutarse de la simpatía de sus jóvenes integrantes». Sin embargo, Diego Curubeto del medio Ámbito Financiero criticó duramente la película, puntuando que la cinta no tiene nada creativo ni que llame la atención del público. 

### Taquilla
El día de estreno, la cinta debutó siguiendo la misma estrategia del éxito de anteriores producciones cinematográficas de Cris Morena, tales como Chiquititas: Rincón de luz (2001) y Erreway: 4 caminos (2004), las cuales lograron destacar en la taquilla nacional y se posicionaron entre las películas argentinas más vistas del país entre 2001 y 2004, sin embargo, la película se estrenó con un mediano número de entradas vendidas, ubicándose en sexto lugar con un total de 2259 espectadores. La película quedó ubicada en el noveno puesto luego de su primer fin de semana de estreno, con un total de 11.000 espectadores en 83 salas. Sin embargo, en su segunda semana en cartelera la venta de entradas bajó considerablemente, descendiendo al puesto 14 y desapareciendo durante su tercera semana. 
Tras solo tres semanas en cartelera, Teen Angels: El Adiós fue retirada de la cartelera de la mayoría de las salas de cine de Argentina por la escasa concurrencia de espectadores y el poco interés que generó en el público del país, siendo considerada como un fracaso comercial en términos de taquilla y reafirmandose como la película argentina menos vista de 2013 en el país, posicionándose por debajo de Metegol, Corazón de León, Tesis sobre un homicidio, Wakolda, La reconstrucción, entre otras.

## Premios y nominaciones
| Fecha de la ceremonia | Premio                            | Categoría                  | Resultado |
| --------------------- | --------------------------------- | -------------------------- | --------- |
| 18 de octubre de 2013 | Kids Choice Awards Argentina 2013 | Película favorita en cines | Ganador   |